# Franz Dülberg
Franz Dülberg (ur. 2 maja 1873 w Berlinie, zm. 21 maja 1934 tamże) – niemiecki pisarz, historyk sztuki.
Od 1891 studiował historię sztuki na Uniwersytecie Berlińskim, gdzie w 1899 uzyskał doktorat. Obok prac z dziejów sztuki i literatury, napisał dramaty, cieszące się wielkim powodzeniem na scenie, które czynią zeń jednego z przedstawicieli neoromantyzmu. Po przejęciu władzy przez narodowych socjalistów, Dülberg podpisał przysięgę lojalności wobec Adolfa Hitlera w październiku 1933 wraz z 87 innymi pisarzami. 

## Wybrane dzieła
- König Schrei, 1905
- Korallenkettlin, 1906
- Cardenio, 1912
- Der Tyrannenmörder, 1923